# Loveland (Ohio)
Loveland – miasto w Stanach Zjednoczonych, w południowo-zachodniej części stanu Ohio, w hrabstwie Hamilton. W 2000 roku liczba ludności wynosiła 11 771. Miasto zostało nazwane na cześć Jamesa Lovelanda. W Loveland znajduje się 16 parków miejskich.

## Geografia
Współrzędne geograficzne miasta to 39°16′8″ szerokości północnej i 84°16′13″ długości zachodniej (39,268759, -84,270397). Według United States Census Bureau, powierzchnia miasta wynosi 12,2 km², z czego 12,0 km² to ląd, a 0,2 km² to woda. Woda stanowi 1,28% powierzchni.

## Demografia
Według spisu powszechnego z roku 2000, miasto zamieszkuje 11 677 osób i 3 224 rodzin.  Gęstość zaludnienia wynosi 969,6/km². W mieście jest 4497 gospodarstw domowych i 4 653 jednostek mieszkalnych o zagęszczeniu 386,4 jednostek/km². 95,66% mieszkańców należy do rasy białej, 1,56% to osoby należące do rasy czarnej lub Afroamerykanie, 0,05% to rdzenni Amerykanie lub Indianie, 1,05% Azjaci, 0,42% do innej rasy, zaś 1,26% do dwóch lub więcej ras. 1,12% ludności to Latynosi lub osoby pochodzenia hiszpańskiego.